# Janca

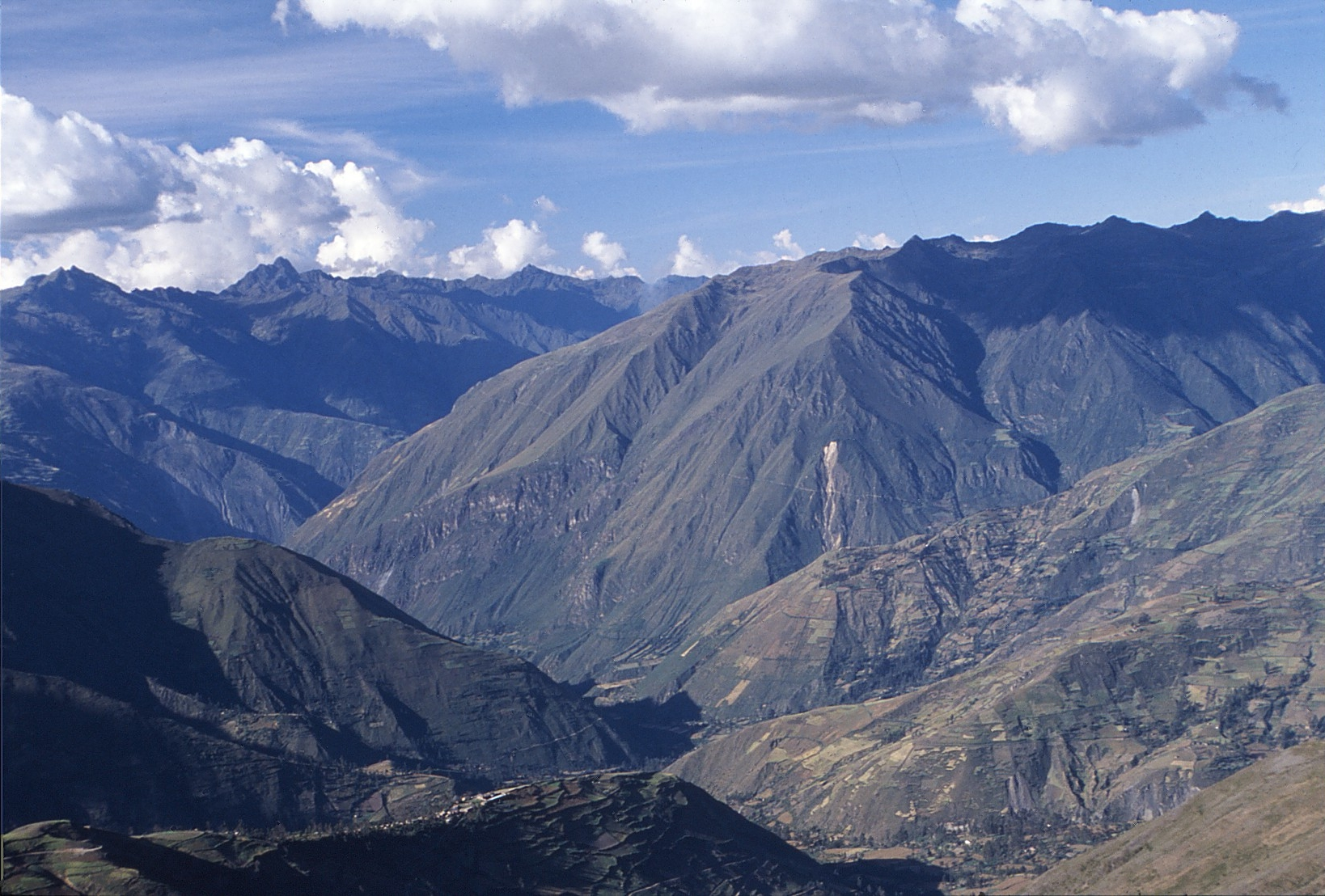
Panorama-Ansicht der Region Janca, Huaraz, Peru

Die Janca (aus Aymara janq'u, „weiß“) ist nach Javier Pulgar Vidal die am höchsten gelegene Höhenstufe der Anden mit über 4800 m Höhe über dem Meeresspiegel.
Die Janca ist die Region des ewigen Schnees auf den Andengipfeln und entspricht damit der nivalen Höhenstufe. Steile Hänge herrschen vor, auf deren eisfreien Abschnitten Moose und Flechten sowie als einzige Blütenpflanze die Yareta wachsen. Es gibt keine menschliche Wohnbevölkerung.
In der andinen Religion sind die Berggipfel Sitz von Geistwesen wie auch Wohnung der Seelen Verstorbener.